# Caledonian Forest

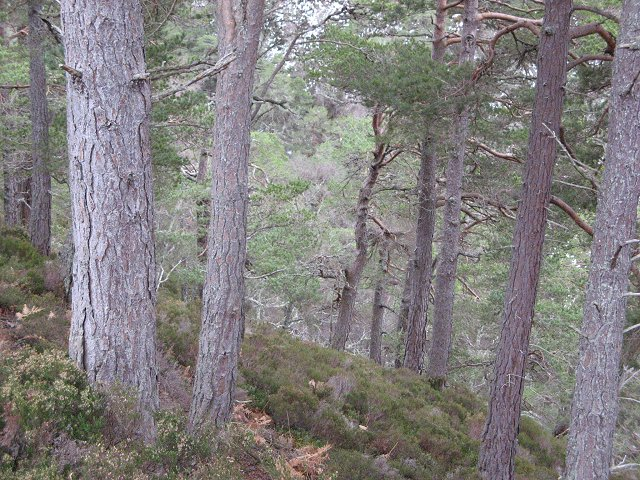
Las otaczający River Sorn.

Mapa przedstawiająca region.

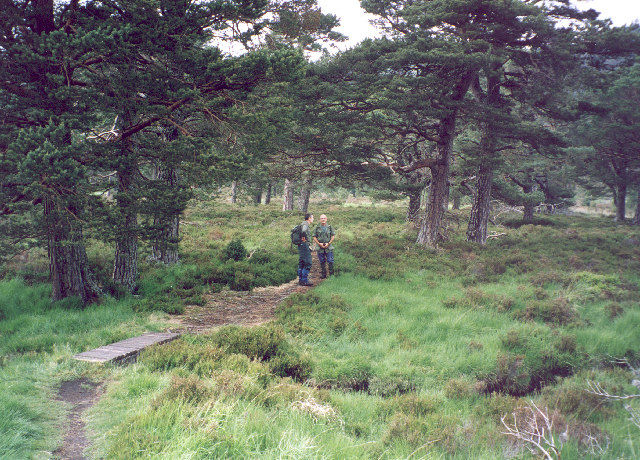
Las w okolicy Loch an Eilein.

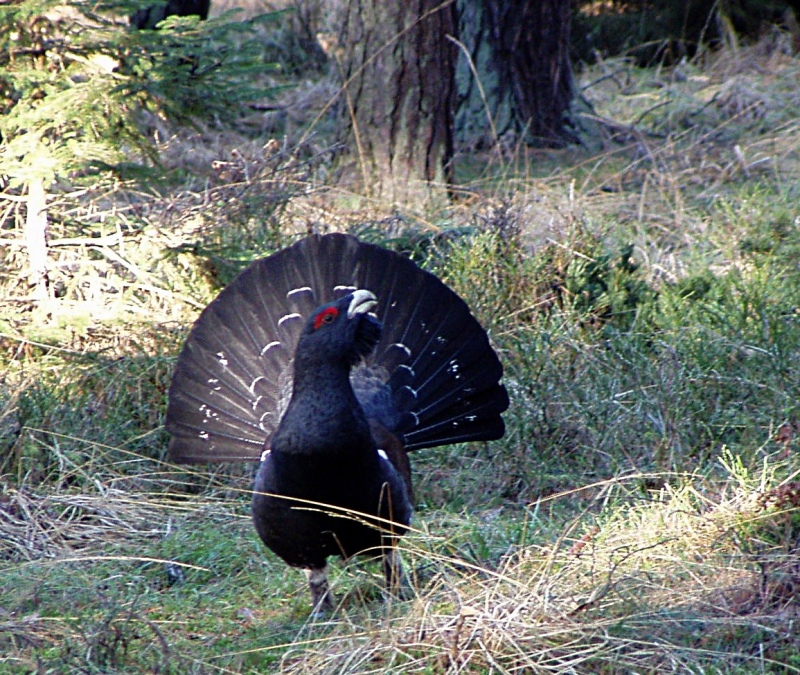
Głuszec zwyczajny, gatunek występujący w lesie.

Caledonian Forest – nazwa nadana jednemu z wilgotnych lasów pierwotnych strefy umiarkowanej, występujących w Szkocji. Sosny zwyczajne rosnące w tym miejscu często pochodzą bezpośrednio od pierwszych drzew tego gatunku przybyłych w te rejony w wyniku cofania się późnego lodowca, około 7 000 lat p.n.e., kiedy to lokalny klimat stał się bardziej wilgotny i wietrzny. Do 2 000 lat p.n.e. las ten znacznie zmniejszył swój zasięg.  Następnie negatywny wpływ na jego wielkość miała działalność człowieka.
Obecnie las ten obejmuje 35 pozostałych szczepów sosen (wg innych danych 84), co zostało potwierdzone w 1959. Obejmują one ok. 180km³ Sosny te przystosowały się do wilgotnego klimatu okolicy i są genetycznie unikatowe na skalę światową. Ich cechy tworzy nieprzerwany, liczący 9 tysięcy lat, łańcuch ewolucyjny. 
Pozostałości lasu przetrwały na terenach zbyt stromych, zbyt skalistych, bądź zbyt odległych, aby mogły zostać wykorzystane w rolnictwie. Najwięcej pozostałości można znaleźć w Strathspey oraz River Dee, na kwaśnych osadach lodowców, z niewielką wartością dla uprawy. Analiza najwcześniejszych map Szkocji sugeruje, że od 1600 las niezbyt znacząco zmienił swoją wielkość.

## Zwierzęta
Ponieważ las tworzy wyjątkowy ekosystem na Wyspach Brytyjskich jest domem dla najrzadszych dzikich zwierząt występujących na wyspach.
Gatunki ptaków, które nie rozmnażają się nigdzie indziej na Wyspach to:
- Głuszec zwyczajny
- Gągoł
- Czubatka europejska
- Krzyżodziób sosnowy
- Krzyżodziób szkocki

Gatunki ptaków rzadko rozmnażające się na Wyspach:
- Cietrzew zwyczajny
- Krzyżodziób świerkowy
- Nurogęś
- Czyż zwyczajny
- Uszatka zwyczajna
- Rybołów zwyczajny
- Szlachar
- Droździk
- Biegus mały
- Łęczak
- Perkoz rogaty
- Orzeł przedni
- Czeczotka brązowa

Gatunki ssaków żyjące w lesie:
- Bóbr europejski
- Zając bielak
- Kuna leśna
- Jeleń szlachetny
- Lis rudy
- Wiewiórka pospolita
- Sarna europejska
- Żbik europejski
- Zdziczała koza

Ssaki, które dawniej występowały w tym rejonie:
- Tur
- Niedźwiedź brunatny
- Ryś euroazjatycki
- Wilk szary
- Łoś euroazjatycki
- Tarpan
- Dzik euroazjatycki

## Pozostałe sosny
W marcu 2019, w ramach wdrażania ustawy o lasach i gospodarce gruntami z 2018 rząd Szkocji wyszczególnił 84 miejsca, w którym rosną sosny kaledońskie:
- Abernethy Forest
- Achlain
- Achnaconeran
- Achnasaul
- Achnashellach Forest
- Allt Broighleachan
- Allt Chaorunn
- Allt Coire Bhiochair
- Allt Cul
- Allt Mheuran
- Amat
- An Slochd
- Ard Trilleachan
- Ardessie
- Attadale
- Baddengorm
- Ballochbuie
- Beinn Eighe
- Black Wood of Rannoch
- Breda
- Bunloyne
- Callop River
- Carn Na Loinne
- Ceannacroc
- Coille Coire Chuilc
- Coir a' Ghamhna
- Conaglen
- Cougie
- Crannach
- Crathie
- Creag Ghuibhais
- Dark Mile
- Doire Darach
- Dubh Uisge
- Dundreggan
- Easan Dorcha
- Gleann Fuar
- Glen Affric
- Glen Avon
- Glen Barisdale
- Glen Brown
- Glen Buck
- Glen Cannich
- Glen Derry
- Glen Einig
- Glen Falloch
- Glen Ferrick
- Glen Feshie
- Glen Garry
- Glen Gour
- Glen Kinglass
- Glen Loy
- Glen Loyne
- Glen Lui
- Glen Mallie
- Glen Nevis
- Glen Quoich
- Glen Scaddie
- Glen Strae
- Glen Strathfarrar
- Glen Tanar
- Glen Tromie
- Glen Ure
- Glenmore
- Guisachan
- Kinveachy
- Loch Clair
- Loch Dochard
- Loch Hourn
- Loch Leven
- Loch Maree Islands
- Loch Shiel
- Lochindorb
- Lochourn River
- Meggernie
- Rhidorroch
- Rothiemurchus
- Shieldaig
- South Loch Airkaig
- Strath Oykel
- Strath Vaich
- Taodail
- Torphantrick